# Assioma peripatetico
L'assioma peripatetico è l'affermazione di Tommaso d'Aquino "Nihil est in intellectu quod non sit prius in sensu" ("nulla è nell'intelletto che non si trovi prima nei sensi"), presente nel De veritate, q. 2 a. 3 arg. 19..
L'Aquinate adottò il principio dalla scuola peripatetica della filosofia greca, fondata da Aristotele. Tommaso affermò che l'esistenza di Dio poteva essere provata con un ragionamento che parte dai dati sensoriali, usando una variazione del concetto aristotelico di "intelletto attivo" ("intellectus agens") che lui interpretò come l'abilità di astrarre significati universali da dati empirici particolari.